# محوطه قالا داغی
محوطه قالا داغی مربوط به سدهٔ ۱ تا ۵ ه.ق است و در شهرستان مشگین‌شهر، بخش ارشق، شهر رضی، روستای رحیم بیگلو علیا واقع شده و این اثر در تاریخ ۲۸ اسفند ۱۳۸۵ با شمارهٔ ثبت ۱۹۰۱۰ به‌عنوان یکی از آثار ملی ایران به ثبت رسیده است.